# Ольсен, Грете
Грете Ольсен (дат. Grete Olsen, 18 февраля 1912 — 6 апреля 2010) — датская фехтовальщица-рапиристка, многократная чемпионка мира.

## Биография
Родилась в 1912 году в Копенгагене. В 1932 году завоевала золотую медаль Международного первенства по фехтованию в Копенгагене, а на Олимпийских играх в Лос-Анджелесе заняла 8-е место. В 1936 году приняла участие в Олимпийских играх в Берлине, но неудачно. В 1937 году стала бронзовой призёркой первого официального чемпионата мира по фехтованию, при этом Международная федерация фехтования задним числом признала чемпионатами мира все прошедшие ранее Международные первенства по фехтованию.
В 1947 году стала обладательницей золотой медали чемпионата мира. В 1948 году вновь завоевала золотую медаль чемпионата мира, но на Олимпийских играх в Лондоне выступила неудачно. В 1950 году стала серебряной призёркой чемпионата мира. На чемпионате мира 1951 года завоевала бронзовую медаль.